# Hugo Schanovsky
Hugo Schanovsky (29. listopadu 1927 Steyr – 5. listopadu 2014) byl rakouský politik z Horních Rakous, starosta Lince.

## Biografie
Starostou města byl od 26. ledna 1984 do 20. ledna 1988. Byl členem Sociálně demokratické strany Rakouska (SPÖ). Předtím byl od roku 1967 členem obecního zastupitelstva, od roku 1969 městským radním a od roku 1979 místostarostou.
Narodil se ve Steyru, v roce 1935 se jeho rodina přestěhovala do Lince. Po maturitě pracoval v penzijní pojišťovně. Od 50. let byl členem SPÖ a angažoval se ve Svazu penzistů. Za jeho působení v čele města došlo k rozhodnutí o stavbě nové nemocnice, zimního stadionu a nové pošty. Byl i literárně činný. Jeho prvotinou byla kniha Im Reich der Armen, napsal celkem přes 200 knih a tisíce článků.